# 小行星998
小行星998（998 Bodea）是一颗绕太阳运转的小行星，为主小行星带小行星。该小行星于1923年8月6日发现。
該小行星以德國天文學家約翰·波德命名。

## 轨道参数
小行星998的轨道半长轴为3.1249959 UA，离心率为0.208。